# Tannois
Tannois település Franciaországban, Meuse megyében. Lakosainak száma 389 fő (2022. január 1.). Tannois Guerpont, Longeville-en-Barrois, Montplonne, Nant-le-Grand és Silmont községekkel határos.

## Népesség
A település népessége az elmúlt években az alábbi módon változott:
| Lakosok száma | 482  | 409  | 424  | 401  | 381  | 392  | 403  | 414  | 405  | 389  |
|               | 1968 | 1982 | 1990 | 2006 | 2013 | 2015 | 2017 | 2019 | 2020 | 2022 |